# ツガザクラ属
ツガザクラ属（ツガザクラぞく、Phyllodoce）はツツジ科の属の一つ。

## 特徴
常緑小低木。茎は地面をはい、茎の上部が斜上して、多数の葉を密につける。葉は線形で、縁に少数の鋸歯がある。枝先に散形花序をつくり、2-10個の花をつける。花の基部に小さな苞があり、果期にも残る。花冠は鐘型またはつぼ形で、花冠の先端は浅く5裂する。雄蕊は10本あり、花冠から出ない。子房は5室あり、花柱は線形で柱頭は小さい。果実は楕円形または扁球形になる蒴果で、胞間裂開する。種子はゆがんだ楕円形状になり、薄い種皮がある。
北半球の高山や寒帯に分布し、世界に8種ある。

## 主な種
- アオノツガザクラ Phyllodoce aleutica
- エゾノツガザクラ Phyllodoce caerulea
- ツガザクラ Phyllodoce nipponica
  - ナガバツガザクラ Phyllodoce nipponica var. oblongo-ovata
- Phyllodoce breweri
- Phyllodoce empetriformis

## ギャラリー
- アオノツガザクラ
- エゾノツガザクラ
- ツガザクラ

## 他の属
なお、ツツジ科のうち、ツガザクラと名前がつくチシマツガザクラはチシマツガザクラ属に、コメバツガザクラはコメバツガザクラ属として、独立属に分類されている。